# Muzala Samukonga
Muzala Samukonga, född 9 december 2002, är en zambisk friidrottare som tävlar i kortdistanslöpning.

## Karriär
Zamukonga tog guld på 400 meter vid de afrikanska mästerskapen 2022. Samma år tog han guld på samma distans vid samväldesspelen. Vid OS 2024 tog han brons på 400 meter.